# Baldwin Spencer
Winston Baldwin Spencer, född 8 oktober 1948, är en antiguansk politiker, som var premiärminister i Antigua och Barbuda från 2004 till 2014. Han är partiledare för United Progressive Party.